# Martinuskerk in Taganka
De Martinuskerk (Russisch: Церковь Святого Мартина Исповедника) is een kerk in Moskou, de kerk staat aan de Oelistsa Aleksandr Solzjenitsyn in de wijk Taganka en is gewijd aan Martinus I, paus van Rome in de jaren 649-653. Ondanks de naam van de kerk betreft het een Russisch-orthodoxe Kerk.

## Geschiedenis
Het eerste bewijs dat op deze plek een kerk stond dateert uit 1625. Met de zegen van de Metropoliet ving de bouw van de huidige kerk aan in het jaar 1792. De wijding vond plaats in 1806. In 1812 werd de kerk zwaar beschadigd door brand en de restauratie van de kerk zou duren tot 1821. Tot 1904 deed de kerk hoofdzakelijk dienst als zomerkerk aangezien verwarming ontbrak.

## Sluiting
Na de bolsjewistische machtsovername deelde deze kerk het lot van veel heiligdommen. In 1922 werden de kerkelijke kostbaarheden geconfisqueerd waarbij de sacristie nagenoeg werd leeggeplunderd. Vanaf 1931 werd de kerk volledig gesloten en overgedragen aan een studio voor het maken van documentaires.

## Heropening
Door de sterke toename van het aantal gelovigen in de late jaren 80 bleek de naburige Kerk van de Hemelvaart van de Heilige Maagd Maria in Gonzjari te klein. Dat leidde tot het verzoek om teruggave van de kerk. Teruggave van de kerk vond plaats in 1990. De eerste dienst vond plaats op 19 april 1991. De restauratie van de kerk zou echter nog jaren duren. Zes verdiepingen van gewapend beton moesten worden gesloopt, muurschilderingen moesten worden hersteld en dak, vloeren en muren moesten worden gerenoveerd. Op 28 mei 1998 werd de hele kerk opnieuw ingewijd door Patriarch Alexius II.

## Architectuur
De kerk behoort tot de mooie voorbeelden van classicistische bouwkunst in Moskou. Als grondplan heeft de kerk een Latijns kruis. Het gebouw is omgeven door Korinthische zuilen. De grote koepel heeft een diameter van 17 meter. Ten westen van het gebouw staat een klokkentoren van 60 meter hoog. Beschilderingen van het interieur zijn gemaakt door de Italiaan Antonio Claudio en tot op de dag van vandaag bewaard gebleven.